# Rune Bratseth
Rune Bratseth (ur. 19 marca 1961 w Trondheim) – norweski piłkarz grający na pozycji środkowego obrońcy.

## Kariera klubowa
Piłkarską karierę Bratseth rozpoczął w rodzinnym Trondheim w amatorskim zespole Nidelv Trondheim. Do 21. roku życia występował w trzeciej lidze i planował zakończyć piłkarską karierę mając na celu skończenie studiów, jednak zaobserwowali go skauci Rosenborga Trondheim. Rune trafił na testy do klubu, a niebawem w 1983 roku podpisał profesjonalny kontrakt z tym klubem. Od pierwszego sezonu był podstawowym zawodnikiem Rosenborga, a w 1985 roku przyczynił się swoją postawą do wywalczenia mistrzostwa Norwegii, pierwszego dla klubu z Trondheim od 14 lat. Formą wykazał się również w 1986 roku, jednak Rosenborg nie obronił tytułu. Bratsethem zainteresował się niemiecki Werder Brema i zaprosił zawodnika na testy.
Na początku 1987 roku Bratseth po rozegraniu 83 meczów i zdobyciu 2 goli dla Rosenborga w końcu trafił do Niemiec i podpisał kontrakt z Werderem. W Bundeslidze swój pierwszy mecz zaliczył 21 lutego przeciwko 1. FC Nürnberg – Werder przegrał w nim 1:5. W kwietniowym spotkaniu z Bayerem 04 Leverkusen zdobył pierwszego gola na niemieckich boiskach i zarazem jedynego w meczu. Już w 1988 roku Rune przyczynił się do wywalczenia przez Werder tytułu mistrza Niemiec - w mistrzowskim sezonie zaliczył 31 spotkań. W 1989 roku dotarł z Werderem do finału Pucharu Niemiec, ale trofeum to zdobyła Borussia Dortmund pokonując bremeńczyków 4:1. W 1990 roku Norweg znów zagrał w finale i tym razem Werder uległ 2:3 1. FC Kaiserslautern. W 1991 roku w końcu świętował zdobycie Pucharu Niemiec, a w 1992 roku zespół dotarł do finału Pucharu Zdobywców Pucharów. W nim Werder pokonał 2:0 AS Monaco, a Bratseth stał się pierwszym norweskim piłkarzem, który sięgnął po europejskie trofeum. W 1993 roku norweski obrońca drugi raz został mistrzem Niemiec, a w sezonie 1993/1994 wystąpił w fazie grupowej Ligi Mistrzów. Zdobył także swój drugi w karierze krajowy puchar. Dużą część sezonu 1994/1995 opuścił z powodu kontuzji i wystąpił tylko w marcowym meczu z Freiburgiem. Spotkanie to było jego ostatnim w karierze i niedługo potem zakończył karierę. Dla Werderu rozegrał przez 8 lat 230 ligowych meczów i strzelił 12 goli.
| Sezon   | Klub         | Kraj     | Rozgrywki   | Mecze | Bramki |
| ------- | ------------ | -------- | ----------- | ----- | ------ |
| 1983    | Rosenborg BK | Norwegia | Tippeligaen | 19    | 1      |
| 1984    | Rosenborg BK | Norwegia | Tippeligaen | 21    | 1      |
| 1985    | Rosenborg BK | Norwegia | Tippeligaen | 21    | 0      |
| 1986    | Rosenborg BK | Norwegia | Tippeligaen | 22    | 0      |
| 1986/87 | Werder Brema | RFN      | Bundesliga  | 17    | 1      |
| 1987/88 | Werder Brema | RFN      | Bundesliga  | 31    | 0      |
| 1988/89 | Werder Brema | RFN      | Bundesliga  | 32    | 5      |
| 1989/90 | Werder Brema | RFN      | Bundesliga  | 29    | 2      |
| 1990/91 | Werder Brema | Niemcy   | Bundesliga  | 31    | 1      |
| 1991/92 | Werder Brema | Niemcy   | Bundesliga  | 34    | 0      |
| 1992/93 | Werder Brema | Niemcy   | Bundesliga  | 29    | 2      |
| 1993/94 | Werder Brema | Niemcy   | Bundesliga  | 26    | 1      |
| 1995/96 | Werder Brema | Niemcy   | Bundesliga  | 1     | 0      |

## Kariera reprezentacyjna
W reprezentacji Norwegii Bratseth zadebiutował 26 lutego 1986 roku w wygranym 2:1 towarzyskim meczu z Grenadą. Od 1990 roku był kapitanem drużyny Norwegii. W 1994 roku został powołany przez selekcjonera Egila Olsena na Mistrzostwa Świata w USA, na których wystąpił we wszystkich grupowych spotkaniach: wygranym 1:0 z Meksykiem, przegranym 0:1 z Włochami i zremisowanym 0:0 z Irlandią. Spotkanie z Irlandią było jego ostatnim w kadrze. Łącznie w drużynie narodowej wystąpił 60 razy i strzelił 4 gole.

## Po zakończeniu kariery
Po zakończeniu kariery piłkarskiej Bratseth został menedżerem zespołu Rosenborga Trondheim i współpracował z trenerem zespołu Nilsem Arne Eggenem. Wtedy też nastąpiły obfite w sukcesy lata dla Rosenborga. Ostatecznie w 2007 roku zrezygnował ze stanowiska, a jego miejsce zajął syn Eggena, Knut Torbjørn Eggen.